# سيدني وليام بيجو
سيدني وليام بيجو (إنجليزي: Sidney William Bijou) (12 نوفمبر سنة 1908م - 11 يونيو سنة 2009م) كان عالم نفس تنموي أمريكي، اخترع طريقة لمعالجة مشاكل الأطفال السلوكية باستخدام العلاج السلوكي.

## حياته
ولد بيجو في حي أرلينجتون، ماريلاند، في 12 نونبر سنة 1908م، وبعدها انتقل إلى بروكلين مع أهله وهو ابن 10 سنوات. وفـي سنة 1933م حاز على شهادة في إدارة الأعمال من جامعة فلوريدا. وفـي سنة 1937م حصل على الماجيستير في علم النفس من جامعة كولومبيا وشهادة الدكتوراة في نفس المجال سنة 1941م من جامعة أيوا. اشتغل بيجو مع يوسف جاستاك وعملوا بعضهم بعضا في «عيار الإنجاز واسع المدى»، وهو قياس محبوك لمقدرة النفر على الإراية والمفهومية والإستهجاء والحساب. وفي الحرب العالمية التانية، تخصص في السلاح الجوي العسكري الأمريكي.

## الحياة الشخصية
مات وهو في سن 100، في 11 يونيو سنة 2009م في بيته في سانتا باربارا، كاليفورنيا، بعد ما كان انتقل هناك كي يعيش مع بنته بعد موت مرأته. متات مرأته سنة 2000 بعد ما كانوا متزوجين 67 سنة. وتركت له ولدا وبنتا.
صرح ابنه أنه أخذ مرة سيارة العائلة ليستجمم بها قليلا وهو ابن 15 سنة، وأمسكته الشرطة. وفـي قسم الشرطة اقترح الضابط اقتراحات على الأب كي يعاقب بها ابنه. لكن الدكتور بيجو رفض كل هذه الأفكار وقال «كفى هو أصلا عوقب». وبعد ما الابن حكى الحكاية قال، «بعض الأوقات يجب أن يكون عند الواحدأب عالم نفس».

## كتب بيجو
- التحليل السلوكي لنمو الطفل
- اتجاهات جديدة في تنمية السلوك (مع إيميليو ريبس)
- تعديل السلوك (مع إيميليو ريبس)

## وصلات خارجية
- Behavior Analysis of Child Development (1993)
- New Directions in Behavior Development by Sidney W. Bijou and Emilio Ribes (c1996)
- Behavior Modification: Contributions to education by Sidney W. Bijou and Emilio Ribes-Inesta
- New developments in behavioral research: theory, method, and application: In honor of Sidney Bijou
- Child development: the basic stage of early childhood by Sidney Bijou (1976)
- The exceptional child: conditioned learning and teaching ideas. Papers by Sidney Bijou [et al.] (1971)